# Espacio polaco
En la disciplina matemática de la topología general, un espacio polaco es un espacio topológico separable completamente metrizable; es decir, un espacio homeomorfo a un espacio métrico completo que tiene un subconjunto denso numerable. Los espacios polacos se llaman así porque fueron estudiados exhaustivamente por primera vez por topólogos y lógicos polacos: Sierpiński, Kuratowski y Tarski, entre otros. Sin embargo, su importancia actual radica en que son el escenario principal de la teoría descriptiva de conjuntos, en particular del estudio de las relaciones de equivalencia de Borel. Los espacios polacos también juegan un papel en teoría de la medida avanzada, sobre todo en teoría de la probabilidad .
Algunos ejemplos comunes de espacios polacos son la recta real, cualquier  espacio de Banach separable, el espacio de Cantor y el espacio de Baire. Además, algunos espacios métricos que no son completos con su métrica habitual pueden ser polacos; por ejemplo, el intervalo abierto (0, 1) es polaco (homeomorfo a {\displaystyle \mathbb {R} }).
Entre dos espacios polacos no numerables hay siempre un isomorfismo de Borel, es decir, una biyección que conserva la estructura de Borel. En particular, todo espacio polaco no numerable tiene la cardinalidad del continuo.
Algunas generalizaciones de los espacios polacos son los espacios de Lusin, los de Suslin y los de Radon.

## Propiedades
1. Todo espacio polaco satisface el segundo axioma de numerabilidad (en virtud de ser separable metrizable).
2. (Teorema de Alexandrov) Si X es polaco, entonces también lo es cualquier subconjunto Gδ de X[1]
3. Un subespacio Q de un espacio polaco P es polaco si y solo si Q es la intersección de una familia numerable de abiertos de P . (Esto es el recíproco al teorema de Alexandrov.)[1]
4. (Teorema de Cantor-Bendixson) Si X es polaco, cualquier subconjunto cerrado de X puede escribirse como la unión disjunta de un conjunto perfecto y un conjunto numerable. Además, si el espacio polaco X es no numerable, puede escribirse como la unión disjunta de un conjunto perfecto y un conjunto abierto numerable.
5. Todo espacio polaco es homeomorfo a un subconjunto Gδ del cubo de Hilbert (es decir, de {\displaystyle I^{\mathbb {N} }}, donde I es el intervalo unitario y N es el conjunto de números naturales).[2]

Los siguientes espacios son polacos:
- Subconjuntos cerrados de un espacio polaco,
- Subconjuntos abiertos de un espacio polaco,
- Productos y uniones disjuntas de familias numerables de espacios polacos,
- Aquellos espacios localmente compactos que son metrizables y numerables en el infinito,
- Intersecciones numerables de subespacios polacos de un espacio Hausdorff,
- el conjunto de números irracionales con la topología inducida por la topología estándar de la recta real.

## Caracterizaciones
Existen numerosas caracterizaciones que indican cuándo un espacio topológico IIAN es metrizable, como el teorema de metrización de Urysohn . El problema de determinar si un espacio metrizable es completamente metrizable es más difícil. Hay espacios topológicos, como el intervalo unidad abierto (0,1), cuyas topologías se pueden generar mediante métricas completas y métricas incompletas.
Existe una caracterización de los espacios métricos separables que son completamente metrizables en términos de la teoría de juegos, en concreto del juego fuerte de Choquet. Un espacio métrico separable es completamente metrizable si y solo si el segundo jugador tiene una estrategia ganadora en este juego.
Una segunda caracterización, derivada del teorema de Alexandrov, establece que un espacio métrico separable es completamente metrizable si y solo si es un subconjunto {\displaystyle G_{\delta }} de su completación en la métrica original.

## Espacios métricos polacos
Aunque los espacios polacos son metrizables, no son en sí mismos espacios métricos: cada espacio polaco admite muchas métricas completas que dan lugar a la misma topología, sin que por lo general haya una métrica distinguida o canónica. Al escoger una métrica en un espacio polaco, se obtiene un espacio métrico polaco. Un enfoque alternativo, equivalente al que se da aquí, es primero definir "espacio métrico polaco" como "espacio métrico completo separable", y luego definir "espacio polaco" como el espacio topológico obtenido de un espacio métrico polaco olvidando la métrica

## Generalizaciones de los espacios polacos

### Espacios de Lusin
Un espacio topológico es un espacio de Lusin si es homeomorfo a un subconjunto de Borel de un espacio métrico compacto. Un espacio de Lusin se puede convertir en uno polaco tomando cierta topología más fina.
Hay muchas formas de construir espacios de Lusin:
- Todo espacio polaco es de Lusin[5]
- Un subespacio de un espacio de Lusin es Lusin si y solo si es un conjunto de Borel.[6]
- Cualquier unión o intersección numerable de subespacios de Lusin de un espacio de Hausdorff es de Lusin.[7]
- El producto de una cantidad numerable de espacios de Lusin es Lusin.[8]
- La unión disjunta de una cantidad numerable de espacios de Lusin es Lusin.[9]

### Espacios de Suslin
Un espacio de Suslin es la imagen de un espacio polaco bajo una aplicación continua. En concreto, todo espacio de Lusin es de Suslin. Dado un espacio polaco, un subconjunto suyo es de Suslin si y solo si es un conjunto de Suslin (una imagen de la operación Suslin).
Los siguientes espacios son de Suslin:
- Subconjuntos cerrados o abiertos de un espacio de Suslin,
- Productos y uniones disjuntas numerables de espacios de Suslin,
- intersecciones o uniones numerables de subespacios de Suslin de un Hausdorff,
- Imágenes continuas de un espacio de Suslin,
- Subconjuntos de Borel de un espacio de Suslin.

Tienen las siguientes propiedades:
- Todo espacio de Suslin es separable.

### Espacios de radón
Un espacio de Radon, llamado así en honor a Johann Radon, es un espacio topológico tal que toda medida de probabilidad de Borel en M es regular interna. Dado que toda medida de probabilidad es globalmente finita —en particular, localmente finita— las medidas de probabilidad en un espacio de Radon son también medidas de Radon. En concreto, todo espacio métrico completo separable (M, d) es un espacio Radon.
Todo espacio de Suslin es de Radon.

### Grupos polacos
Un grupo polaco es un grupo topológico G que es a la vez un espacio polaco, es decir, homeomorfo a un espacio métrico completo separable. Hay varios resultados clásicos de Banach, Freudenthal y Kuratowski sobre homomorfismos entre grupos polacos. En primer lugar, el argumento de Banach (1932)  se aplica mutatis mutandis a grupos polacos no abelianos: si G y H son espacios métricos separables con G polaco, entonces cualquier homomorfismo de Borel de G en H es continuo. En segundo lugar, existe una versión del teorema de la aplicación abierta o del teorema de la gráfica cerrada debido a Kuratowski (1933): todo homomorfismo inyectivo y continuo de un subgrupo polaco G en otro grupo polaco H es una aplicación abierta. Como corolario, todo homomorfismo entre grupos polacos que es Baire-medible como aplicación (es decir, la preimagen de cualquier conjunto abierto tiene la propiedad de Baire) es automáticamente continuo. El grupo de homeomorfismos del cubo de Hilbert [0,1]N es un grupo polaco universal: todo grupo polaco es isomorfo a un subgrupo cerrado del mismo.
Ejemplos:
- Todo grupo de Lie de dimensión finita con una cantidad numerable de componentes es un grupo polaco.
- El grupo unitario de un espacio de Hilbert separable (con la topología fuerte de operadores) es un grupo polaco.
- El grupo de homeomorfismos de un espacio métrico compacto es un grupo polaco.
- El producto de una cantidad numerable de grupos polacos es un grupo polaco.
- El grupo de isometrías de un espacio métrico completo separable es un grupo polaco